# Coptosperma mitochondrioides
Coptosperma mitochondrioides är en måreväxtart som beskrevs av Arnaud Mouly och De Block. Coptosperma mitochondrioides ingår i släktet Coptosperma och familjen måreväxter. Inga underarter finns listade i Catalogue of Life.